# Oceana (ONG)
Pour les articles homonymes, voir Oceana.
Oceana est une organisation non gouvernementale américaine ayant pour but la protection des océans. Elle a été créée en 2001 et son siège est situé à Washington.